# طوکر
طوکر (به عربی: طوکر) یک منطقهٔ مسکونی در سودان است که در دریای سرخ (ایالت سودان) واقع شده‌است. طوکر ۲۰ متر بالاتر از سطح دریا واقع شده‌است.